# Pardosa tristiculella
Pardosa tristiculella är en spindelart som först beskrevs av Roewer 1951.  Pardosa tristiculella ingår i släktet Pardosa och familjen vargspindlar.
Artens utbredningsområde är Myanmar. Inga underarter finns listade i Catalogue of Life.